# الدوري الألماني لكرة السلة 2018–19
الدوري الألماني لكرة السلة 2018–19 (بالألمانية: Basketball-Bundesliga 2018/19)‏ هو موسم من الدوري الألماني لكرة السلة. كان عدد الأندية المشاركة فيه 18، وفاز فيه بايرن ميونخ لكرة السلة.